# Лаволин, Виктор Павлович
Виктор Павлович Лаволин (род. 1 июля 1947) — советский футболист, защитник. Тренер.

## Биография
Бо́льшую часть карьеры в командах мастеров провёл в клубе класса «Б» и второй лиги «Спартак» Рязань — в 1969—1977, 1979 годах в матчах первенства и Кубка СССР провёл порядка четырёхсот матчей. В 1974 году был на просмотре в московском «Динамо». 1978 год отыграл в команде первой лиги «Кубань» Краснодар, но из-за рождения дочери вернулся в Рязань. Отыграв в «Спартаке» год, завершил карьеру на высшем уровне из-за перестройки состава в клубе. Пять лет играл на региональном уровне. В 1984—1985 годах возглавлял «Спартак». На любительском уровне играл за рязанские «Спорт» (1989—1990) и «Феникс» (1991—1994, был главным тренером).
По информации Юрия Матицына, 15 мая 1997 года, за полтора месяца до 50-летнего юбилея, нелегально участвовал в гостевом матче Кубка России против моршанского «Строителя» (1:2).
Стоял у истоков мини-футбольного клуба «Элекс-Фаворит». В 1996—1997 годах был тренером в «Спартаке». Работал детским тренером, среди воспитанников — Александр Сауткин, Сергей Копьёв, Владимир Куганов.
Работал судьёй в чемпионате Рязанской области.